# Ілпендам
Ілпендам (нід. Ilpendam) — село в нідерландській провінції Північна Голландія. Входить до муніципалітету Ватерланд.
Його площа становить 2,47 км², а населення станом на 2021 рік складало 1 785 осіб.
Перша згадка про населений пункт датується 1408 роком.
До 1991 року мало статус окремого муніципалітету.

## Визначні уродженці
- Аннетте Геррітсен (нар. 1985) — нідерландська ковзанярка, призер Олімпійських ігор

## Галерея

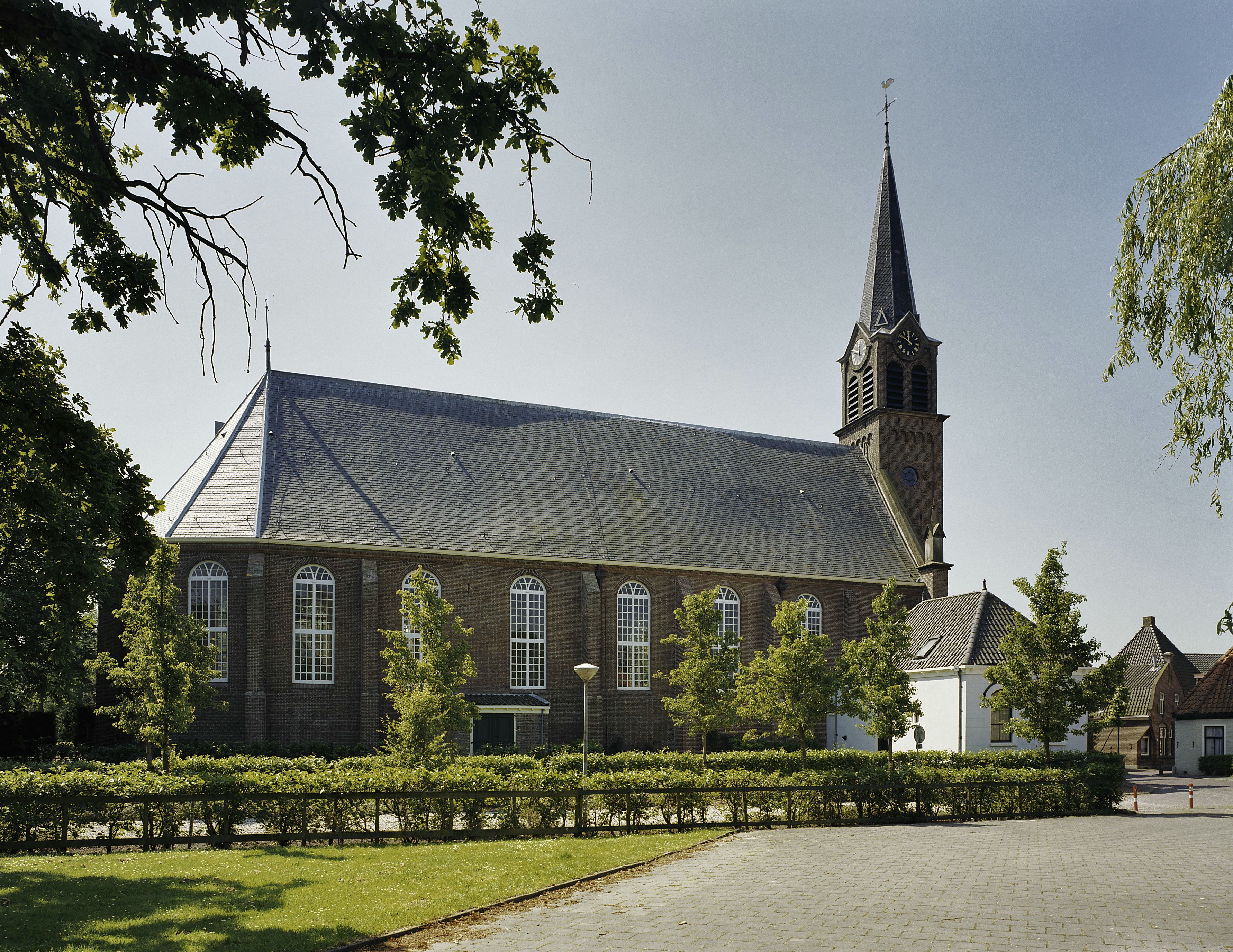
Нідерландська реформистська церква
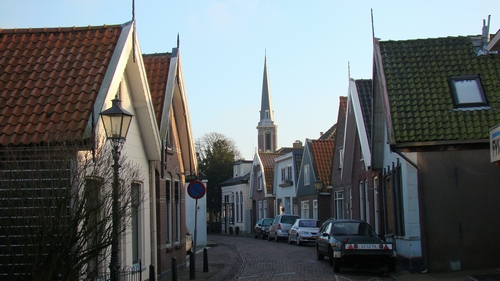
Вулична панорама
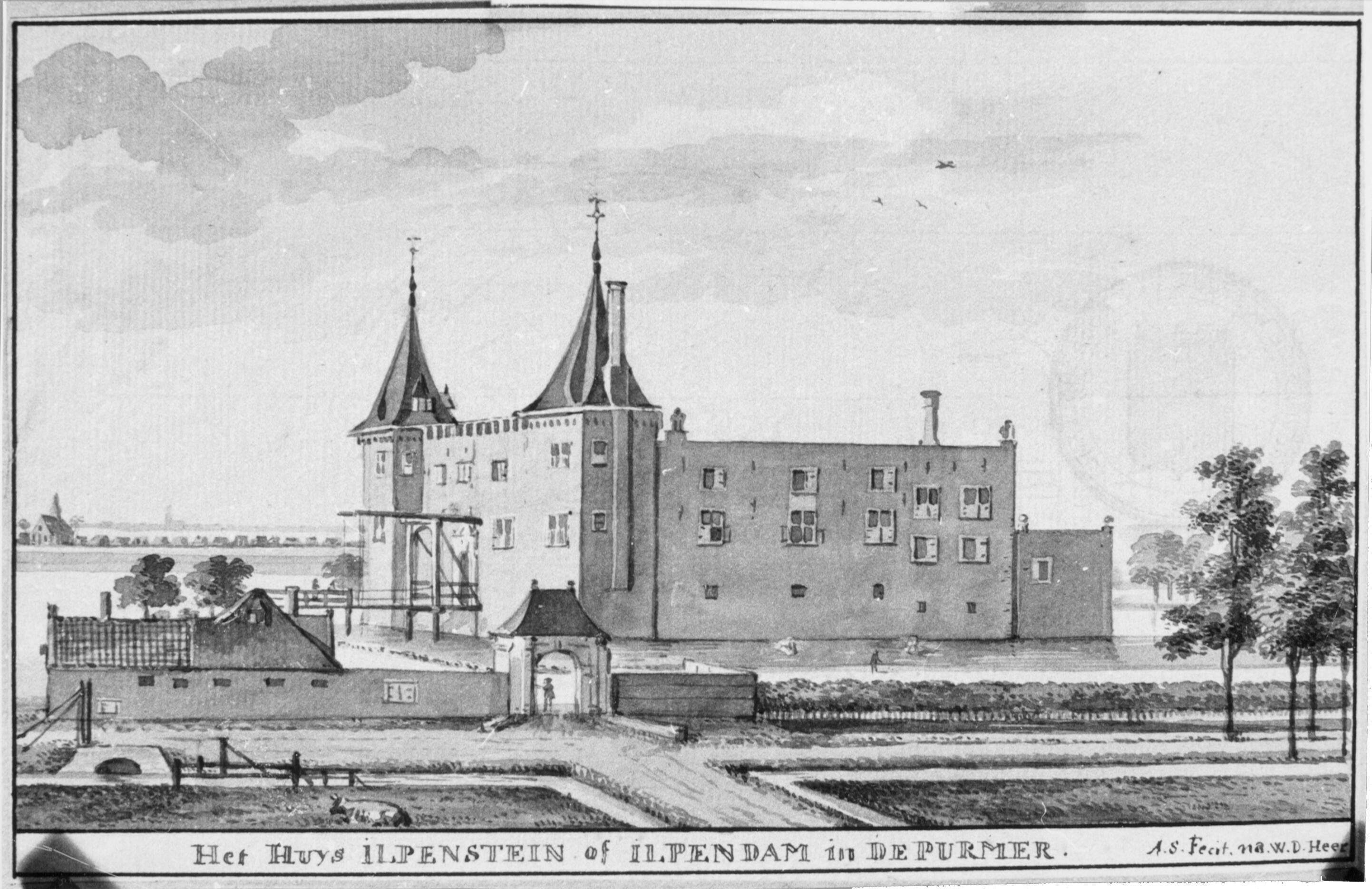
Замко Ілпенстейн (18-те сторіччя)
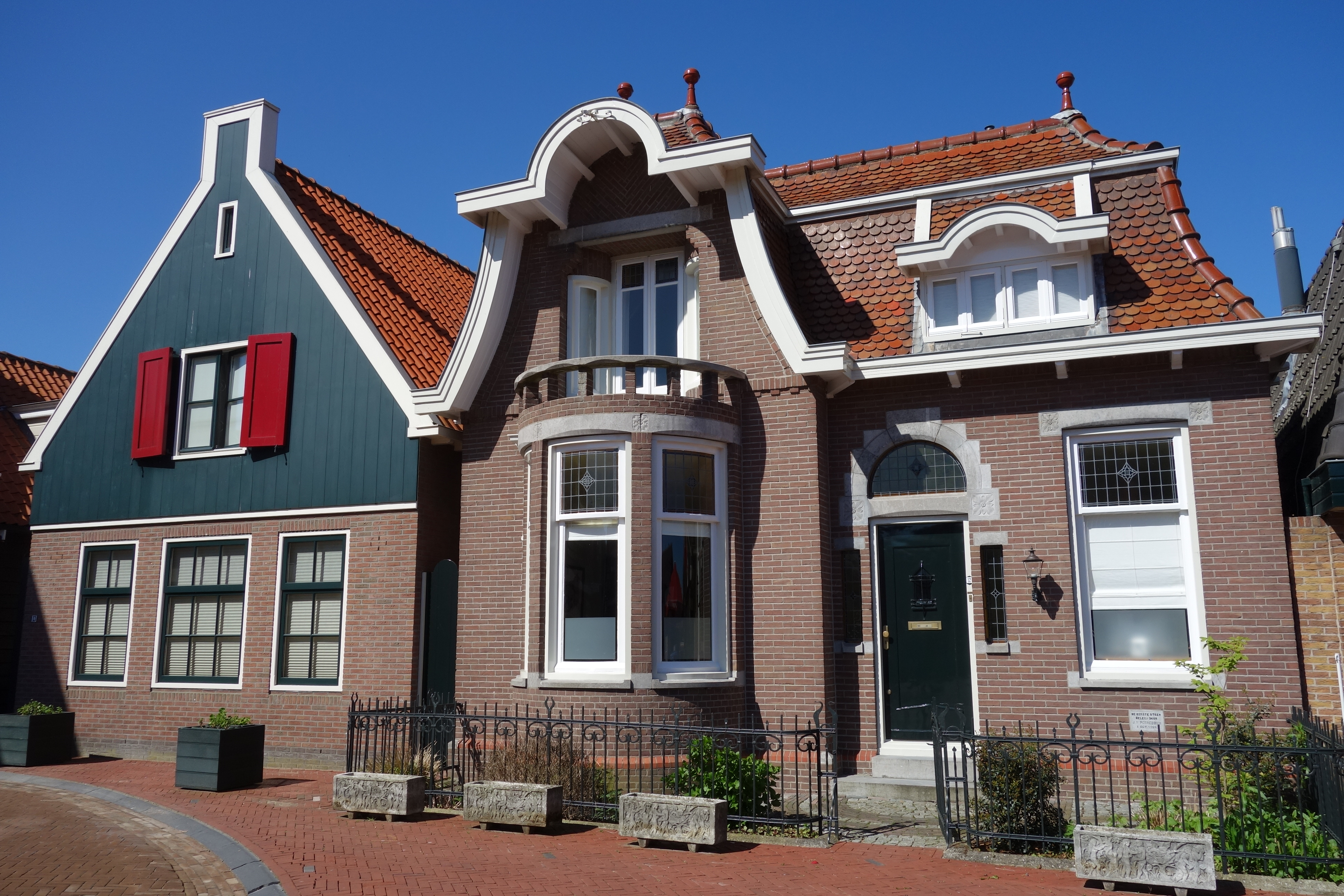
Сільський будинок